# راتشيل بيك
راتشيل بيك (بالإنجليزية: Rachael Beck)‏ هي مغنية وممثلة أسترالية، ولدت في 9 فبراير 1971 في سيدني في أستراليا.

## وصلات خارجية
- الموقع الرسمي
- راتشيل بيك على موقع IMDb (الإنجليزية)
- راتشيل بيك على موقع ميوزك برينز (الإنجليزية)
- راتشيل بيك على موقع قاعدة بيانات الفيلم (الإنجليزية)